# Метод трапецій (гірнича справа)
Ме́тод трапе́цій (рос. метод трапеций, англ. trapezium method, нім. Trapezmethode f) — метод геометричного аналізу витягнутих кар'єрних полів при похилому і крутому падінні покладів з переважним використанням геометричних фігур, що мають форму трапеції.
За цим методом обсяг розкриву і руди в прирізаному контурі визначають графічним способом за площею трапецій прирізаних контурів. 